# Casas de esquileo de Trescasas
Las Casas del esquileo de Trescasas conocidas también como Esquileo del Paular son unas edificaciones de carácter ganadero ubicadas en el municipio de Trescasas, en la provincia de Segovia (España). Tiene sus orígenes en el siglo XVI, aunque su estructura fue remodelada completamente en el siglo XVIII siendo adaptada al característico rancho o finca de esquileo que comenzó a construirse a lo largo de las grandes cañadas reales para despojar de su vellón de lana a los rebaños de ganado merino trashumante llegando a ser la más grande del país.
El complejo se encuentra en estado de semirruina cercado por viviendas particulares. El abandono institucional y mal uso de sus propietarios la llevó a ser incluida en la Lista roja de patrimonio en peligro el 4 de julio de 2022 por la asociación de utilidad pública Hispania Nostra.

## Grado de protección legal
Actualmente se encuentra en manos privadas sin protección legal específica.
Según el Catastro todo su zona está catalogada como suelo urbano y está dividida en parcelas que permiten en cualquier momento la demolición de los restos y la edificación de vivienda privada sin ningún impedimento, barrera o trámite administrativo.
Parte del terreno en el que se sitúan los edificios se encuentra en venta como suelo urbano para edificar.